# Mittelhausen, Bas-Rhin

Mittelhausen este o comună în departamentul Bas-Rhin, Franța. În 1 ianuarie 2018 avea o populație de 595 de locuitori.